# 83

83(팔십삼)은 82보다 크고 84보다 작은 자연수다.

## 수학
- 23번째 소수(素數)다. 앞의 소수는 79, 다음 소수는 89다.
  - 9번째 소피 제르맹 소수로, {\displaystyle 83\times 2+1}의 값인 167도 소수다. 앞의 소피 제르맹 소수는 53, 다음은 89다.
  - 7번째 안전 소수(↔ 41)다. 앞의 안전 소수는 59, 다음은 107이다.
  - 9번째 슈퍼 소수로, 83의 소수 순번인 23도 소수다. 앞의 슈퍼 소수는 67, 다음은 109다.
- {\displaystyle 83=23+29+31}
  - 연속하는 세 소수(素數)의 합으로 나타낼 수 있으며, 이 성질을 지닌 앞의 수는 71, 다음 수는 97이다.
- {\displaystyle 83=11+13+17+19+23}
  - 연속하는 소수(素數) 5개의 합으로 나타낼 수 있으며, 이 성질을 지닌 앞의 수는 67, 다음 수는 101이다.
- {\displaystyle 83=3^{2}+5^{2}+7^{2}}
  - 연속하는 세 홀수의 제곱합으로 나타낼 수 있으며, 이 성질을 지닌 앞의 수는 35, 다음 수는 155다.
  - 연속하는 세 소수(素數)의 제곱합으로 나타낼 수 있으며, 이 성질을 지닌 앞의 수는 38, 다음 수는 195다.
  - 서로 다른 세 소수(素數)의 제곱합으로 나타낼 수 있는 가장 작은 소수다. 이 성질을 지닌 다음 수는 179다. (OEIS의 수열 A182479)

## 과학
- 비스무트(Bi)의 원자번호.
- NGC 83: 안드로메다자리 방향에 있는 타원은하.

## 교통
- 고속도로
  - 주간고속도로 제83호선: 메릴랜드주 볼티모어에서 펜실베이니아주 해리스버그까지 이어지는 미국의 주간고속도로.
  - 유럽 고속도로 83호선: 불가리아 비야라(영어판)에서 소피아까지 이어지는 유럽 고속도로.
- 국도 제83호선
  - 미국 83번 국도: 텍사스주 브라운즈빌에서 노스다코타주 웨스트호프(영어판)까지 이어지는 미국의 국도.
- 기타 도로
  - 현도 제83호선

## 군사
- U-83: 독일의 군용 잠수함. 제1차 세계 대전에 사용된 1916년제 모델(영어판)과 제2차 세계 대전에 사용된 1940년제 모델(영어판)이 있다.

## 문화유산
- 대한민국의 국보 제83호: 금동미륵보살반가사유상
- 대한민국의 보물 제83호: 강릉 수문리 당간지주
- 대한민국의 사적 제83호: 서울 선잠단지

## 방송
- 스카이라이프의 펀TV 채널 번호.
- 지니 TV의 KBS 스토리 채널 번호.
- B tv의 중국 영화 채널인 셀레스티얼 무비 채널 번호.
- U+ TV의 라이프타임 채널 번호.[a]
- LG헬로비전의 채널이엠 채널 번호.

## 기타
- 날짜: 8월 3일
- 연도: 83년, 기원전 83년
- 83타워: 대한민국 대구광역시에 있는 전파 송출용 탑.